# Поєніца (Селаж)
Поєніца (рум. Poienița) — село у повіті Селаж в Румунії. Входить до складу комуни Бебень.
Село розташоване на відстані 383 км на північний захід від Бухареста, 26 км на північний схід від Залеу, 62 км на північ від Клуж-Напоки.

## Населення
За даними перепису населення 2002 року у селі проживали 308 осіб.
Національний склад населення села:
| Національність | Кількість осіб | Відсоток |
| -------------- | -------------- | -------- |
| румуни         | 303            | 98,4%    |
| цигани         | 5              | 1,6%     |

Рідною мовою назвали:
| Мова      | Кількість осіб | Відсоток |
| --------- | -------------- | -------- |
| румунська | 303            | 98,4%    |
| циганська | 5              | 1,6%     |